# Taddeo Studita
Taddeo Studita (VIII secolo – 29 dicembre 815) è stato un monaco cristiano e santo bizantino.

## Biografia

### Erronee notizie sulle sue origini
Le notizie su san Taddeo Studita fornite dai sinassari bizantini sono ritenute da alcuni storici errate, soprattutto per quanto riguarda la sua origine che contrasta con le notizie dirette riportate negli scritti di san Teodoro Studita, suo maestro e contemporaneo. In questi testi agiografici vi è detto che Taddeo era scita e schiavo nella proprietà di Saccudion e che quando fu reso libero insieme con altri schiavi della famiglia, abbracciò la vita monastica sull'esempio dei suoi maestri.  

### Le fonti dirette

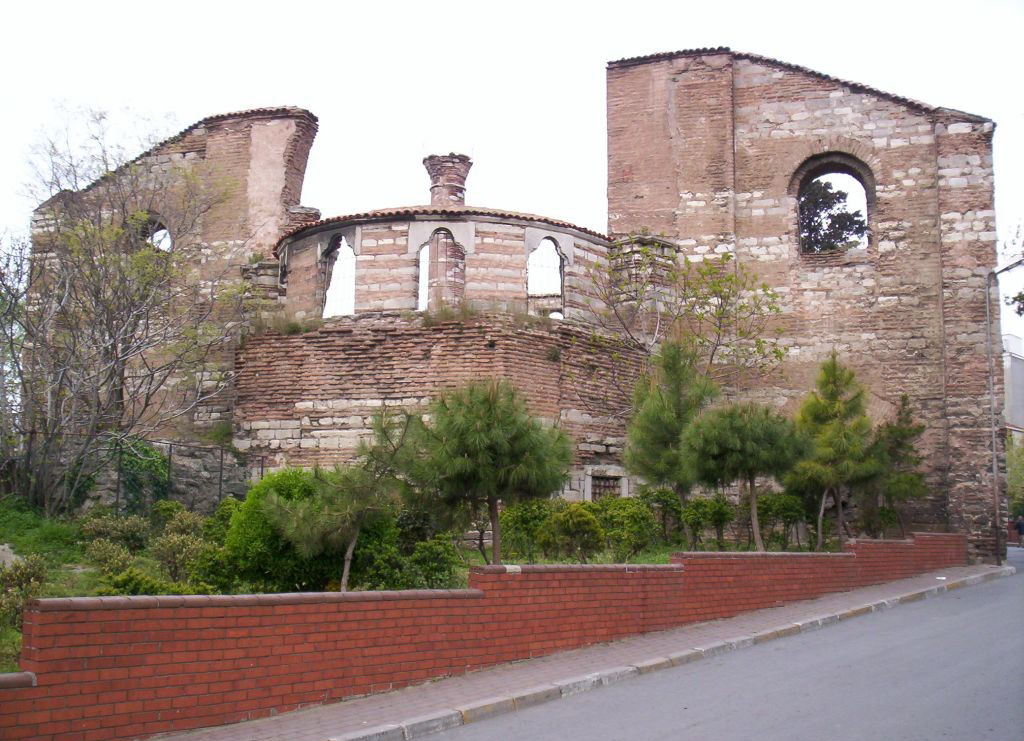
Le rovine del monastero di Studion

Dagli scritti di san Teodoro non risulta alcun'appartenenza alla sua famiglia: Taddeo era scita e una volta diventato libero entrò in monastero alla sequela del monaco Arsenio che gli insegnò i primi elementi della vita monastica. 

### La persecuzione iconoclasta
Nel 815 quando scoppiò la persecuzione iconoclasta per mano di Leone V l'Armeno, Taddeo si trovava nel monastero di Saccudion. Una delle principali vittime fu proprio il suo maestro san Teodoro, il quale fu mandato in esilio a Metopa vicino Apollonia. San Teodoro non volle rinnegare la sua fede nel culto delle immagini. Prima di partire comandò ai suoi discepoli di dividersi in piccoli gruppi per non dare nell'occhio. Dall'esilio inviò ai suoi discepoli alcune lettere per incoraggiarli; Taddeo ricevette almeno due lettere. 

### La morte
Taddeo insieme ad altri sei compagni fu catturato dalla polizia imperiale e tradotto a Costantinopoli e successivamente imprigionato. Subito dopo l'arresto due dei sette monaci rinunciarono al culto delle immagini e furono liberati, Taddeo e gli altri quattro compagni rimasero in carcere in attesa di processo. Dopo qualche mese di carcere, i cinque prigionieri furono interrogati e gli fu chiesto di rinnegare la loro fede al culto delle immagini. Taddeo e i suoi amici rimasero fermi nelle loro decisioni. La condanna fu la flagellazione che come racconta lo stesso san Teodoro e i sinassari fu eseguita crudelmente. Dalle altre notizie pervenute per mano di san Teodoro, fu il genero dell'imperatore, un certo Bardas, a condannare loro al supplizio; dunque Taddeo non comparve davanti all'imperatore, come narrano i Sinassari. Taddeo fu flagellato con centotrenta colpi di nerbo di bue e dopo due giorni di agonia morì per le gravi ferite inferte. Il suo corpo fu seppellito da un prete, di nome Teofilatto, che aveva avuto la debolezza di sottoscrivere i decreti del sinodo iconoclasta e che san Teodoro ringraziò per questa opera di misericordia. La morte gloriosa di Taddeo infiammò l'animo di san Teodoro che compose il suo panegirico in due catechesi che inviò ai suoi monaci studiti. Nella prima catechesi Taddeo viene dal santo esaltato singolarmente, ma in una seconda lettera lo associa ad un altro martire studita, Antonio.

## Culto
Nei sinassari bizantini Taddeo è festeggiato il 29 dicembre.